# Tola R 615
Tola R 615 – przenośny monofoniczny odbiornik radiowy produkowany w latach osiemdziesiątych XX w. przez Zakłady Radiowe UNITRA ELTRA z Bydgoszczy. Model ten zaprojektowany został i produkowany był zgodnie z normą zakładową ZN-87/MHiPM-14/T15-154 ark. 9.
Opracowano dwie wersje odbiornika:
- ze skalą zakresu fal umieszczoną pionowo,
- ze skalą zakresu fal umieszczoną poziomo.

Odbiornik przystosowany był do odbioru następujących zakresów fal:
- dla fal długich 148,5–283,5 kHz,
- dla fal średnich 526,5–1606,5 kHz,
- dla fal krótkich 5,95–15,6 MHz,
- dla fal ultrakrótkich 65,5–74 MHz.

Odbiornik wyposażony został w przełącznik zakresów, pokrętło siły głosu z wyłącznikiem, i pokrętło strojenia. Dla wersji ze skalą umieszczoną w pionie wszystkie pokrętła umieszczone były na przedniej ścianie obudowy, natomiast przy wersji ze skalą umieszczoną poziomo, pokrętło siły głosu z wyłącznikiem umieszczono na prawej, bocznej ściance obudowy. Oprócz tego z tyłu obudowy umieszczono gniazdo słuchawkowe i gniazdo zasilania sieciowego. Odbiornik mógł być także zasilany sześcioma bateriami typu R14.